# Karaszen
Karaszen – wieś w Armenii, w prowincji Sjunik. W 2011 roku liczyła 550 mieszkańców.